# Tomopterna
Tomopterna é um género de anfíbio anuro pertencente família Pyxicephalidae.

## Espécies
- Tomopterna cryptotis (Boulenger, 1907).
- Tomopterna damarensis Dawood et Channing, 2002.
- Tomopterna delalandii (Tschudi, 1838).
- Tomopterna krugerensis Passmore et Carruthers, 1975.
- Tomopterna luganga Channing, Moyer et Dawood, 2004.
- Tomopterna marmorata (Peters, 1854).
- Tomopterna natalensis (Smith, 1849).
- Tomopterna tandyi Channing et Bogart, 1996.
- Tomopterna tuberculosa (Boulenger, 1882).